# Osnabrück Hauptbahnhof
Osnabrück Hauptbahnhof – główny dworzec kolejowy w Osnabrücku, w kraju związkowym Dolna Saksonia, w Niemczech. Stacja została otwarta w 1895. Znajduje się tu 5 peronów. Jest to dworzec dwupoziomowy.